# Abdelhakim Belhadż
Abdelhakim Belhadż (arab. ‏عبد الحكيم بالحاج‎) (ur. 1 maja 1966 w  rejonie Souq al Jum'aa w Trypolis) – libijski dowódca sił rebelianckich w wojnie domowej, która rozpoczęła się w 2011 roku. Dał się poznać jako fundamentalista islamski, emir Libijskiej Islamskiej Grupy Bojowej oraz weteran wojny radziecko-afgańskiej.
Lepiej znany w kręgach islamskich pod pseudonimem Abu Abdallah Assadaq, Belhadż szczycił się reputacją doświadczonego dowódcy mudżahedinów. W Afganistanie, przed atakami z 11 września 2001 roku, prowadził dwa obozy dla zagranicznych ochotników Al-Ka’idy.
Za przynależność do Al-Ka’idy został aresztowany w Malezji w 2003 roku. Zanim trafił do Libii, był przesłuchiwany w Tajlandii przez CIA.
Na mocy amnestii władze Libii zwolniły go z więzienia w 2010 roku wraz z liczną grupą islamistów libijskich. Po zdobyciu przez opozycję libijskiej stolicy w sierpniu 2011 roku został dowódcą Rady Wojskowej w Trypolisie, nieformalnym gubernatorem tego miasta.
Po zdobyciu Trypolisu Belhadż występując w telewizji Al-Dżazira zapowiadał znaczącą rolę własnego środowiska w powojennej Libii. Na jednej z konferencji prasowych zaznaczył, że Rada Wojskowa w Trypolisie to pierwszy krok na drodze do przekształcenia podległych mu bojówek w nową narodową armię Libii.
5 września 2011 roku, Abdelhakim Belhadż za pośrednictwem swojego rzecznika oświadczył, że domaga się wyraźnych przeprosin od Wielkiej Brytanii i Stanów Zjednoczonych za zdradę podczas negocjacji o azyl i domniemane torturowanie go przez funkcjonariuszy brytyjskich sił specjalnych w ramach współpracy wojskowej z rządem Kaddafiego. Zaznaczył jednak, że nie chce, by jego osobiste doświadczenia wpłynęły negatywnie na stosunki nowego, libijskiego rządu z Waszyngtonem i Londynem.